# Lucien Voilin
Lucien Voilin (1870-1957) est un homme politique français.

## Carrière politique

### L'opposition
Lucien Voilin a été le premier maire socialiste de Puteaux, élu et réélu de 1912 à 1925. Il succéda au radical Charles Decroix. Voilin, avec son compère Marius Jacotot (seul socialiste élu au conseil municipal en 1901), animait le « Groupe socialiste révolutionnaire ». 
En 1902, il organise une réunion publique au Casino de Puteaux avec un orateur de marque : Jean Jaurès. La réunion attire la foule, mais tout le monde n'est pas d'accord. Il y a des bousculades et quelques fauteuils sont endommagés. Le maire Decroix réclame à Voilin 109 fr. pour les réparations. Au conseil, Jacotot défend Voilin et la facture est ramenée à 60 fr. Cette histoire contribua à grandir la popularité des 2 socialistes.
Aux élections municipales de 1904, Decroix compte sur la division des socialistes, alors scindés en 2 partis distincts : les Jauressistes et les Guesdistes. Mais Lucien Voilin, leader putéolien du Parti Jauressiste, parvient à former une liste commune. La liste radicale de Decroix passe avec 1000 voix de majorité. Mais un mois plus tard, aux élections du Conseil général, les Socialistes présentent Lucien Voilin. Il est élu face à 4 autres candidats. Il devient le premier conseiller général socialiste de Puteaux.
En 1908, Decroix est réélu maire, mais avec seulement 500 voix de majorité. Voilin retrouve son siège de Conseiller général, avec 1 000 voix d'avance. Survient alors une catastrophe : en 1910, la Seine est en crue. La ville est inondée. La municipalité manque de réactivité : aucune passerelle pour faciliter la circulation, aucune secours d'urgence. Au contraire, le Groupe socialiste se démène : il crée des Comités de secours aux sinistrés. Cet évènement contribue à la popularité socialiste dans la commune.

### La mairie
En 1910, Voilin se présente aux législatives. Il est élu avec plus de 1 000 voix d'avance sur son concurrent radical. Opposé au cumul des mandats, Voilin démissionne de son siège de Conseiller général. Henri Sellier
, autre socialiste, lui succède à ce poste.
En 1912, aux élections municipales, après une campagne "ardente et passionnée", la liste conduite par Voilin arrive en tête au premier tour, devant la liste de Decroix, et est élue tout entière au second tour. "Les travailleurs de Puteaux ont affranchi leur commune du joug des municipalités bourgeoises et réactionnaires qui, depuis bientôt sept siècles, siégeaient en leur Hôtel-de-Ville" déclare le doyen d'âge Pernet, président de la première séance du nouveau conseil municipal, le 19 mai 1912. Voilin est élu maire par le conseil et Jacotot devient 1er adjoint.
Voilin prononce son premier discours de maire :
« Nous entendons ne rien dissimuler de notre action quotidienne, et ouvrir toutes grandes les portes de l'Hôtel-de-ville à nos amis comme à nos adversaires, acceptant des uns et des autres les renseignements, voire une collaboration désintéressée. La mairie d'une ville ouvrière doit être, d'après nous, la maison commune où chacun, quelles que soient sa situation sociale, ses opinions politiques, doit recevoir bon accueil (..) Qu'il soit riche ou pauvre, puissant ou faible, chaque citoyen ou citoyenne a droit aux mêmes égards, aux mêmes marques de politesse et de courtoise civilité (..) Sans injures, nous continuerons avec ténacité à collaborer dans toutes les fonctions qui nous sont attribuées avec toute l'internationale Ouvrière, à préparer la Société de l'avenir où il y aura pour tous plus de Solidarité, plus de Liberté, et davantage de Justice. »
L'une des premières décisions de la municipalité est d'acheter une arroseuse-balayeuse « De Dion » pour nettoyer les rues. Une bibliothèque est ouverte au 145 rue de la République. Des logements HBM sont construits rue Victor-Hugo, ainsi que des bains-douches, rues Charles-Lorilleux et Collin.
En 1914, c'est la guerre : Voilin est mobilisé, Jacotot le remplace à la tête de la mairie. Pour aider la population, la municipalité lui vend du charbon à prix coûtant. Et pour les enfants, des colonies de vacances sont organisées dans la Nièvre et l'Allier.
En 1919, les Putéoliens réélisent Voilin et sa liste Socialiste dès le 1er tour. En 1921, c'est le fameux Congrès de Tours où le Parti socialiste se scinde : socialistes d'un côté, communistes de l'autre. Voilin est mis en minorité au conseil municipal. Malgré les pressions communistes, il refuse de démissionner. Finalement, des conseillers quittent le parti de la IIIe internationale et le maire retrouve une majorité. C'est le seul maire socialiste de la Seine à avoir conservé son poste.
Dans ces années-là, la commune réalise les HBM de la rue Marcelin-Berthelot, prolonge ceux de la rue Victor-Hugo jusqu'à la rue Chante-Coq. Le groupe scolaire Benoît-Malon est construit, ainsi que l'École pratique de commerce et d'industrie, rue Mars et Roty.
En 1925, la liste SFIO est élue aux municipales. Lucien Voilin est réélu maire par 28 conseillers sur 30. Mais il n'occupera pas une 3e fois le poste de maire :
« Un autre mandat important pour mon parti et pour les électeurs m'a été confié. Mes facultés de travail m'imposent de m'y consacrer en entier, sans qu'il me soit possible de cumuler deux mandats aussi importants que ceux de Maire et de Député. »
Marius Jacotot est alors choisi comme nouveau maire de Puteaux.
Il est enterré au cimetière ancien de Puteaux (Hauts-de-Seine).

## Source
- Puteaux, chroniques du temps des puits, Jean-Émile Denis, 1969
- « Lucien Voilin », dans le Dictionnaire des parlementaires français (1889-1940), sous la direction de Jean Jolly, PUF, 1960 [détail de l’édition]
- Ressources relatives à la vie publique :   - Sénat
  - Base Sycomore